# Cincinnata allardi
Cincinnata allardi là một loài bọ cánh cứng trong họ Cerambycidae.